# اوی‌لتا
اوی‌لِتا (به مجاری:  Újléta) یک منطقهٔ مسکونی در مجارستان است که در ناحیه نییرادونی واقع شده‌است. اوی‌لتا ۳۰٫۴۱ کیلومتر مربع مساحت و ۱٬۰۹۳ نفر جمعیت دارد.